# Oublie ça !
Oublie ça ! est une histoire en bande dessinée de Don Rosa. Elle met en scène Balthazar Picsou avec ses neveux Donald Duck, Riri, Fifi et Loulou ainsi que la sorcière Miss Tick et la secrétaire de Picsou, Miss Frappe. Elle se déroule à Donaldville. 

## Synopsis
Miss Tick jette un sort à Picsou et Donald qui fait oublier à sa victime la chose suivante dont on lui parle, ce qui lui permet de s'enfuir avec le sou fétiche.

## En coulisse
« Oublie ça ! » est une suite directe de la BD « Un problème sans gravité » (1996, Keno Don Rosa) qui a obtenu un prix Eisner.
« Oublie ça ! » avait la particularité de n'avoir été publiée qu'une seule fois en France, dans le Picsou Magazine numéro 367. Ce qui suscitait la colère de nombreux fans ne possédant pas ce numéro et réclamant sans cesse une réédition de l'histoire dans le magazine. De ce fait, cette histoire est une nouvelle fois parue dans le numéro 484 de Picsou Magazine de septembre 2012.